# Rosewood (Queensland)
Rosewood ist ein kleiner Ort im Bremer Valley in Queensland, Australien. Er liegt 60 Kilometer westlich von der Innenstadt von Brisbane und ist eine Station der Queensland Rail, der Stadtbahn (Cityrail) auf der Rosewood Railway Line. Die Stadtbahnstation Rosewood wird von Pendlern nach Ipswich oder nach Brisbane genutzt.
Der Ursprung des Vorstadtnamens stammt von dem Baum Rosewood (Acacia harpophylla).
Die New Oakleigh Mine liegt nahe an dem Ort und sie ist das letzte betriebene Kohlebergwerk in diesem Gebiet.
Die erste Kohlenmine im Lanefield-Distrikt, westlich von Rosewood, nahm ihren Betrieb im Jahr 1918 auf. Für diese Bergwerke wurden zwei Eisenbahnlinien von der Brisbane-Toowoomba-Hauptstrecke zur Lanefield Colliery (1934 bis 1965) und Westvale Colliery (1929 bis 1960) betrieben.

## Schulen
- Rosewood State High School
- Rosewood State School
- St Brigid’s Primary School